# Jeon Ki-sang
Dans ce nom coréen, le nom de famille, Jeon, précède le nom personnel.
Jeon Ki-sang (coréen : 전기상), né en 1960 et décédé le 13 janvier 2018, est un réalisateur sud-coréen. Il travaille pour KBS puis SBS.

## Biographie
En 2005, Jeon Ki-sang réalise Sassy Girl Chun-hyang, scénarisé par les Sœurs Hong ; le drama met en avant Han Chae-young et Jae Hee. La série télévisée rencontre un immense succès, avec un taux d'audience maximal d'environ 32% pour l'épisode final.
Il retrouve les Hong l'année suivante avec My Girl, autre série à succès portée par Lee Da-hae, Lee Joon-gi ou encore Lee Dong-wook.
Par la suite, il adapte par deux fois des classiques japonais pour le public sud-coréen : Hana yori dango de Yōkō Kamio avec Boys Over Flowers et Parmi eux de Hisaya Nakajō avec To the Beautiful You.
En 2010, il reçoit le Grand prix de la Mise en scène dramatique des Seoul Culture and Arts Awards pour Boys Over Flowers.
Percuté par une voiture dans la nuit du 13 janvier 2018 à Séoul, il est transféré à l'hôpital de Yangcheon-gu où il décède quelques heures plus tard.

## Filmographie sélective
- 2003 : Bodyguard
- 2005 : Sassy Girl Chun-hyang
- 2005 - 2006 : My Girl
- 2007 : Good Wife
- 2009 : Boys Over Flowers
- 2012 : To the Beautiful You
- 2013 : Gangnam Style